# Basilica della Collegiata
De Basilica della Collegiata (ook bekend als de Santa Maria dell'Elemosina) is een kerk in de Siciliaanse stad Catania aan de Via Etnea. De kerk werd in de 18e eeuw in barokke stijl gebouwd, na de aardbeving van 1693 die het merendeel van de stad had verwoest.
In de eerste eeuwen van het christendom werd op de plaats van het huidige bouwwerk een kleine kapel gebouwd. De kapel die meermalen werd uitgebreid werd in de 14e eeuw door de koningen van Aragon bezocht, en kreeg zodoende de bijnaam Regia capella.

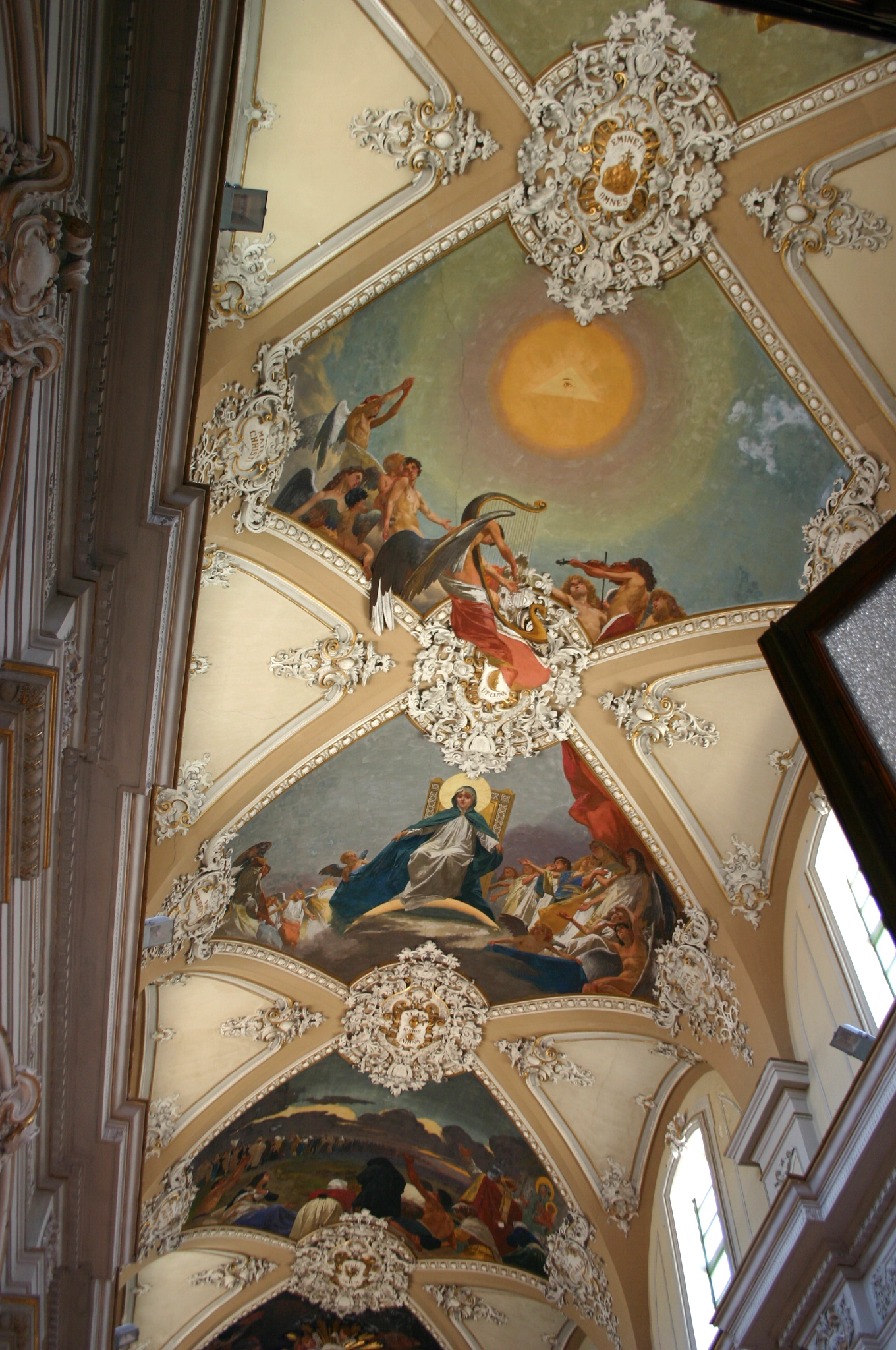
19e-eeuwse fresco's van Giuseppe Sciuti

 Met de bul van 13 maart 1446 van paus Eugenius IV werd bij de kapel een priestercollege gesticht. Hier komt de naam Collegiata vandaan.
Het Collegiata moest na de uitbarsting van de Etna in 1669 herbouwd worden. Angelo Italia wordt beschouwd als de architect. Hij wijzigde het grondplan van de kerk, waardoor de façade uitkijkt over de Via Etnea. De façade die ontworpen is door Stefano Ittar heeft twee verdiepingen met gebogen muurvlakken en zuilen in de Korinthische orde. Op de tweede verdieping zijn beelden van de heiligen Petrus, Paulus, Agatha en Apollonia geplaatst. Hierboven bevindt zich in een siertorentje de kerkklok. De bouw van de kerk was in 1768 voltooid.